# Woods Creek (Washington)
Woods Creek es un lugar designado por el censo del condado de Snohomish, estado de Washington, Estados Unidos. Según el censo de 2020, tiene una población de 6017 habitantes.
En los Estados Unidos, un lugar designado por el censo (traducción literal de la frase en inglés census-designated place, CDP) es una concentración de población identificada por la Oficina del Censo exclusivamente para fines estadísticos.

## Geografía
Está ubicado en las coordenadas 47°52′39″N 121°54′09″O / 47.87750, -121.90250 (47.877446, -121.902614).

## Demografía
Según el censo de 2000, en ese momento los ingresos medios de los hogares eran de $66,139 y los ingresos medios de las familias eran de $68,424. Los hombres tenían ingresos medios por $50,756 frente a los $27,148 que percibían las mujeres. Los ingresos per cápita eran de $25,582. Alrededor del 4.6% de la población estaba por debajo de la línea de pobreza.
De acuerdo con la estimación 2017-2021 de la Oficina del Censo, los ingresos medios de los hogares son de $126,674 y los ingresos medios de las familias eran de $131,419. Los ingresos per cápita en los últimos doce meses, medidos en dólares de 2021, son de $46,708. Alrededor del 7.1% de la población está por debajo de la línea de pobreza.